# Stazione di Valdemoro
La stazione di Valdemoro è una stazione ferroviaria a servizio dell'omonimo comune, sulla linea Madrid - Valencia.
Forma parte della linea C3 delle Cercanías di Madrid.
Si trova in paseo de la Estación, nel comune di Valdemoro, a sud di Madrid.

## Storia
La stazione è stata inaugurata il 9 febbraio 1851 con l'apertura della linea Madrid - Aranjuez.
Trent'anni dopo l'inaugurazione, l'edificio della stazione venne distrutto da un incendio e fu necessario ricostruirlo, ma anche questo venne distrutto da un incendio nel 1926. Durante la Guerra civile la stazione soffrì ingenti danni che richiesero ulteriori interventi di riparazione.